# ASOMS Paradise
L'ASMOS Paradise, meglio nota come Paradise, è una società calcistica grenadese con sede nella città di Saint George's, capitale di Grenada.

## Palmarès

### Competizioni nazionali
- Grenada League: 6

2006, 2008, 2010, 2014, 2019, 2023-24